# Відліно (Картузький повіт)
Відліно (пол. Widlino) — село в Польщі, у гміні Жуково Картузького повіту Поморського воєводства.
Населення — 231 особа (2011).
У 1975-1998 роках село належало до Гданського воєводства.

## Демографія
Демографічна структура станом на 31 березня 2011 року:
|          | Загалом | Допрацездатний вік | Працездатний вік | Постпрацездатний вік |
| -------- | ------- | ------------------ | ---------------- | -------------------- |
| Чоловіки | 114     | 33                 | 71               | 10                   |
| Жінки    | 117     | 34                 | 62               | 21                   |
| Разом    | 231     | 67                 | 133              | 31                   |